# Anti Palu
Anti Palu est un groupe musical de Côte d'Ivoire. Il s'agit d'un quatuor constitué de Papou, le mélodiste, Mathieu, Vieux Père Sacko et Mike, les auteurs-compositeurs. 
Dans leurs concerts donnés dans toute l'Afrique, ils se font les chantres du zouglou, musique de Côte d’Ivoire qui, sur le mode de l’autodérision, décrit les maux de la société.
Sorti en 2008, « Dieu merci », leur 6e opus, marque l’ère de la maturité et l’esprit du groupe… 

## Discographie
- 1997 :
  - « La femme africaine »
- 1998 :
  - « Musicien »
- 2000 : 
  - « Accouchement difficile »
- 2001 : 
  - « Le remède »
- 2002 :
  - « La main de Dieu »
- 2008 : 
  - « Dieu merci »

## Distinctions
- 2003 : Kora 2003 du meilleur groupe africain[2]